# Siemaszki (rejon mostowski)
Siemaszki (biał. Сямашкі; ros. Семашки) – wieś na Białorusi, w obwodzie grodzieńskim, w rejonie mostowskim, w sielsowiecie Gudziewicze.
Siemaszki są jednym z kilkudziesięciu skupisk drobnej szlachty polskiej (okolic szlacheckich) położonych na Grodzieńszczyznie, których mieszkańcy mimo sowietyzacji i zakazu posługiwania się językiem polskim, zachowali polszczyznę, używaną również w kontaktach codziennych oraz świadomość swej przynależności stanowej.

## Historia
Dawniej okolica szlachecka. W dwudziestoleciu międzywojennym leżała w Polsce, w województwie białostockim, w powiecie grodzieńskim, w gminie Gudziewicze.
Według Powszechnego Spisu Ludności z 1921 roku wieś zamieszkiwały 64 osoby, wszystkie były wyznania rzymskokatolickiego i zadeklarowały polską przynależność narodową. Było tu 11 budynków mieszkalnych.
Miejscowość należała do parafii rzymskokatolickiej w Wołpie.
Podlegała pod Sąd Grodzki w Indurze i Okręgowy w Grodnie; właściwy urząd pocztowy mieścił się w Gudziewiczach.